# Archibald Edwin Deitz
Archibald Edwin Deitz (auch Archibald E. Deitz, * 27. Oktober 1869 in Berne, Albany County, New York, Vereinigte Staaten; † 14. November 1965 in Jersey City, Hudson County, New Jersey, Vereinigte Staaten) war ein US-amerikanischer lutherischer Theologe.

## Leben

### Familie und Ausbildung
Archibald Edwin Deitz, Sohn des Charles Edwin Deitz und der Laura Jane Ludden Deitz, graduierte 1886 am Hartwick Seminary in Oneonta, New York. Er studierte dort im Anschluss zwei Jahre Theologie, bevor er sein Studium am Gettysburg Seminary in Gettysburg, Pennsylvania fortsetzte, welches er 1892 abschloss.
Archibald Edwin Deitz vermählte sich am 18. Oktober 1893 mit der am 18. Dezember 1907 verstorbenen Caroline W. Secor. Der Beziehung entstammten die Söhne Vernon und Harlan. Am 3. August 1919 heiratete er in zweiter Ehe Marie Barbara Lederle. Archibald Edwin Deitz starb im November 1965 drei Wochen nach Vollendung seines 96. Lebensjahres im Lutheran Home in Jersey City.

### Beruflicher Werdegang
Archibald Edwin Deitz wurde 1892 für den seelsorgerischen Dienst in der United Lutheran Church in America ordiniert.  Dietz bekleidete im Anschluss Pastorenstellen von 1892 bis 1898 in Rhinebeck, New York, von 1899 bis 1904 in der Town Poestenkill, New York, von 1904 bis 1908 in Riverside, Kalifornien, von 1908 bis 1911 in Ponca, Nebraska, von 1912 bis 1920 in Jersey City, New Jersey, von 1920 bis 1924 am Hartwick Seminary, von 1924 bis 1928 in New York City und zuletzt von 1928 bis 1931 in Bellmore, Long Island, New York.
Archibald Edwin Deitz wirkte am Hartwick Seminary von 1920 bis 1924 als Professor of Systematic Theology and New Testament Exegesis sowie von 1930 bis 1941 als Professor of Systematic Theology. In den Jahren 1943 bis 1945 war er als Lecturer in Dogmatics am Philadelphia Lutheran Theological Seminary tätig. Er trat insbesondere als Verfasser mehrerer Schriften betreffend sein Fachgebiet hervor. Das Hartwick Seminary verlieh ihm 1916 den Doctor of Divinity (D.D.).

## Publikationen
- The Untroubled Heart. P. Anstadt, York, Pa., 1896
- Exploring the Deeps—Studies in Theology. Fleming H. Revell Co., New York, 1935